# ドナルド・キーン
ドナルド・キーン（英語: Donald Keene、1922年6月18日 - 2019年2月24日）は、アメリカ合衆国出身の日本文学・日本学者、文芸評論家。コロンビア大学名誉教授。
日本文化研究の第一人者であり、日本文学の世界的権威とされる。文芸評論家としても多くの著作があるほか、日本文化の欧米への紹介でも数多くの業績がある。著書に『百代の過客』(1984年)、『日本人の美意識』(1990年)、『日本文学の歴史』(全18巻、1976～1997年)など。
ケンブリッジ大学、東北大学、杏林大学ほかから名誉博士。受賞歴は全米文芸評論家賞他多数。2002年文化功労者。2008年文化勲章。位階は従三位。
日本国籍取得後、本名を出生名の「Donald Lawrence Keene（ドナルド・ローレンス・キーン）」から、カタカナ表記の「キーン ドナルド」に改名した。鬼怒鳴門（きーん どなるど）の当て字も用いる。

## 来歴

### 生い立ち
ニューヨーク市ブルックリン区で貿易商の家庭で生まれた。9歳のとき父と共にヨーロッパを旅行し、このことがきっかけでフランス語など外国語の習得に強い興味を抱くようになる。しかし、世界恐慌の最中に妹が死亡し、15歳のときに両親が離婚。以後母とともに生活を営むことになり、経済的困難に遭遇したが、飛び級を繰り返していたキーンはニューヨーク州最優秀生徒としてコロンビア大学のピュリッツァー奨学金を得ることに成功し、1938年に16歳で同大学文学部に入学した。
同校でマーク・ヴァン・ドーレンやライオネル・トリリングの薫陶を受け、フランス語や古代ギリシア語を習得。同じ頃、ヴァン・ドーレンの講義で中華民国人学生李と親しくなり、そのことがきっかけで中国語、特に漢字の学習に惹かれるに至る。

### 第二次世界大戦と日本語との出会い

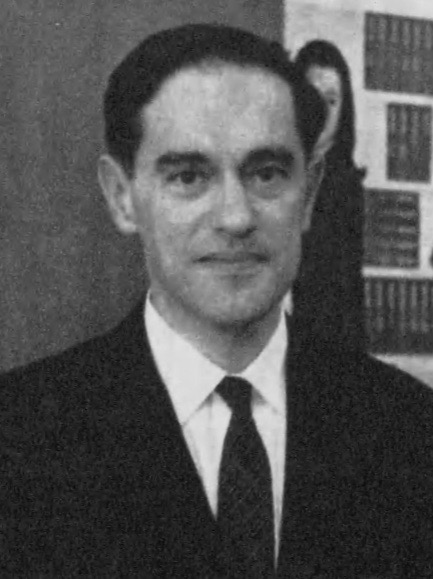
『新刊展望』1964年3月1日号より。

1940年（昭和15年）のある日、ドイツのフランス侵攻など、欧州情勢に鬱屈とした日々を過ごしていたキーンは、タイムズスクエアでゾッキ本として売られていたアーサー・ウェイリー訳『源氏物語』を手にとった。本の厚さに比して安価だったというだけの理由で49セントでこれを購入したキーンは、やがてその世界に魅せられるようになる。
その後も日中戦争のもと反日感情を持つ李への遠慮から日本語は学ばなかったが、ジョージ・H・カーの誘いを受けて、ポール・ブルーム（後:CIA初代東京支局長）とともに有志による日本語勉強合宿に参加。サクラ読本を教材にして日系人の猪俣忠からレクチャーを受けた。合宿を終えたあとも、最初に愛着を覚えたフランス文学にうちこむか中国語と日本語の研究を続けるかキーンには迷いがあったが、フランス出身のブルームから「フランスで育って完璧なフランス語を話すアメリカ人は山ほどいる、しかし日本語がわかるアメリカ人は皆無に近い」と説得された。大学では、カーの勧めにより角田柳作の日本思想史を受講し、日本研究の道に入る。
真珠湾攻撃から間もない1942年はじめ、カリフォルニア大学バークレー校に設けられて後にコロラド大学ボルダー校へ移転したアメリカ海軍日本語学校に志願し、西海岸に渡る。語学校には、語学に長けた一流大学の学生や、日本・中国に駐在していた宣教師や実業家の子弟らが集められ、日本語教育のカリキュラムでは長沼直兄の『標準日本語讀本』が用いられ言語の習得のみに専念できる環境が整えられており、日本で教育を受けた帰米2世達が教師を務めた。同年6月、虫垂炎を患い、海軍病院に入院中に火野葦平の『土と兵隊』を読む。これが初めてキーンが読んだ日本文学作品となった。同年、コロンビア大学にて学士号を取得し卒業。
翌1943年（昭和18年）2月に、キーンらのグループは軍務に急を要するとして語学校を繰り上げ卒業となり、キーンは卒業生総代として在学中にマスターした日本語で「告別の辞」を述べた。
その後、キーンは通訳士官としてハワイの翻訳局に赴任し、日課の報告書や物資の明細書などのガダルカナル島の戦いで得られた日本軍の文書を、英語に訳す任務を負った。中には、死亡した兵士から押収された日記もあり、くずし字を習得したキーンは好んで翻訳した。最期の思いが赤裸々に綴られた手書きの文書を通じて、キーンは日本人の心に接した。通訳士官として尋問した最初の捕虜は、のちに作家となった豊田穣。
その後オーテス・ケーリ（後の同志社大学名誉教授）とともにアッツ島の戦いに参加する部隊に同行。初めての実戦経験となる。アッツ島では、激しい抵抗を見せながらも、最後には集団自決で果ててしまう日本兵たちに、キーンは困惑する。続いてコテージ作戦にも参加し、キスカ島上陸部隊の一員に加えられる。実際には、キスカ島撤退作戦により日本軍はすでに島を去っていたが、キーンのもとに持ち込まれた"標識"は大騒動をもたらし、大量の血清を求める緊急電報が、本国に向けて打たれた。その看板には『ペスト患者収容所』と日本語で書かれていた。キーンが、これを日本軍の軍医による悪戯だったと知ったのは、それからかなり時間が経ってからのことであった。
1945年（昭和20年）には、沖縄攻略作戦に従軍。沖縄本島へ向かう途上、乗艦していた輸送船が神風特別攻撃隊の標的となるが、特攻機は突入直前に別の船のマストに接触して水中に墜落し、命拾いした。上陸初日に接触した現地住民とは、意思疎通ができず、沖縄にいるうちの多くが日本語話者でないことを知った。その日の遅く、日本語を上手に話す少年が見つかり、彼を通訳にしてガマに潜む住民に投降を呼び掛けた。陸軍の第96歩兵師団が通訳士官を求めていることを知るとこれに志願。主に普天間に駐留して捕虜の尋問を担当し、前線ではスピーカーで投降を呼びかけたが、勝ち目がない中で日本兵や民間防衛隊が自爆攻撃を行い、女性や子どもが自殺する姿を目の当たりにした。沖縄での軍務は7月まで続き、終戦の玉音放送はグアムの収容所で日本人捕虜とともに聞いた。
日本のポツダム宣言受諾後、キーンは日本に赴任することを望んだが、折り合いが悪い上官によってこの願いは聞き届けられず、第6海兵師団として中華民国に派遣されることとなった。赴任先の青島では、当初現地の日本軍人と良好な関係を築いたが、まもなく混乱に乗じた腐敗や密告が入り乱れるようになり、戦争犯罪の取り調べなどに嫌気が差したキーンは帰国願いを出し、原隊復帰の命令書を得てこの地を後にした。
帰路の途中、厚木飛行場を経由したキーンは、初めて訪れた日本を見て回りたい衝動を抑えられず、原隊の現在地を横須賀と「誤って」報告。横須賀の司令部に出頭し、自分が「誤解」していたと申告するまで、1週間にわたり滞在し戦後間もない日本を堪能した。

### 研究者として

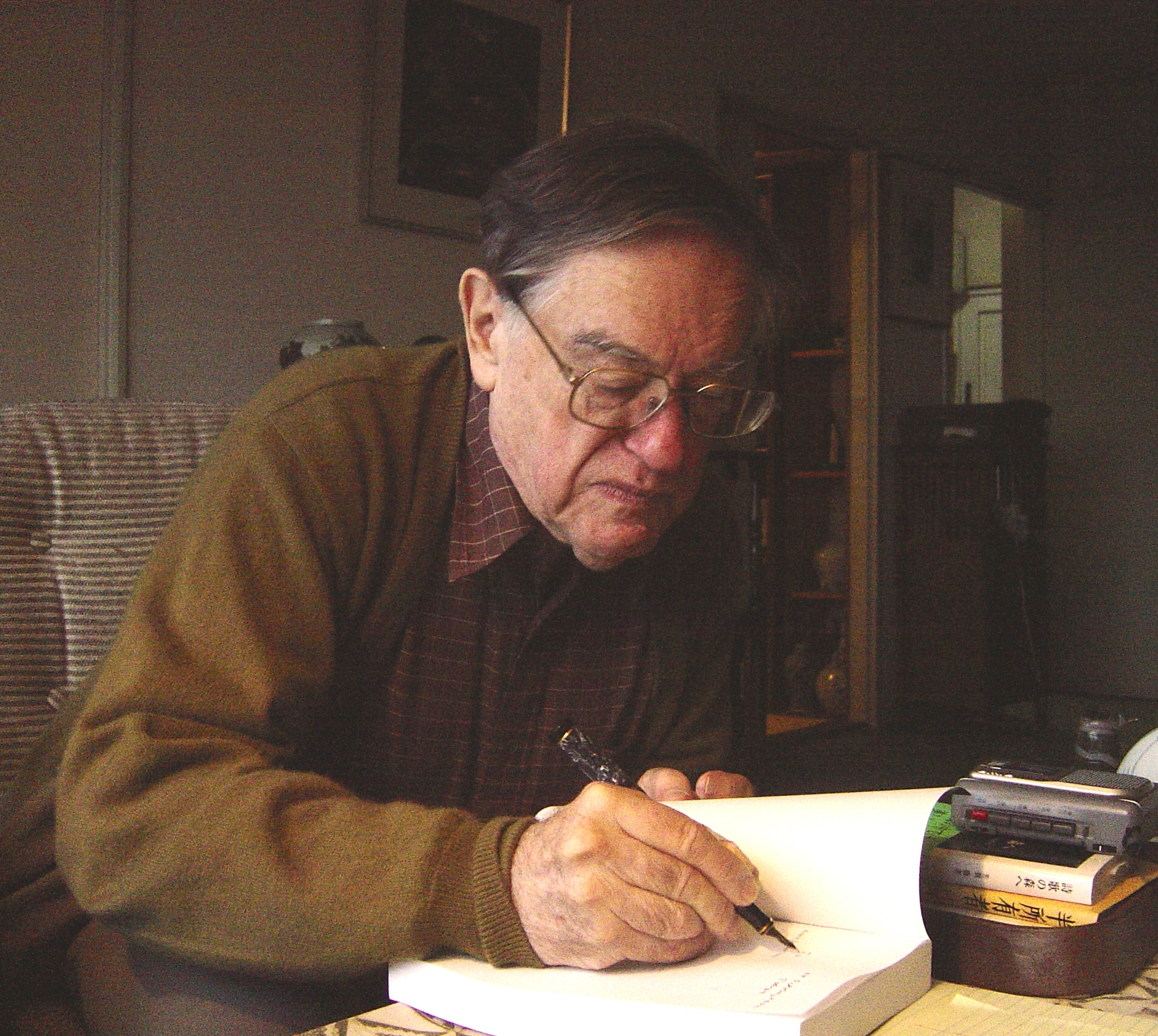
2002年10月、東京都北区西ヶ原の自宅にて

戦争が終わると、遠い未来まで日本が強国の地位を取り戻すことはないという考え方が一般的であり、通訳士官だった者の多くは日本語に対する興味をなくしてしまった。一方、前職を持たないキーンは、将来のあてがあるわけではなかったが、気質的にあっていると感じた日本研究を続けることを決め、復員兵援護法の制度を利用してコロンビア大学に戻り、大学院で再び角田に学ぶ。キーンの願望は日本へ再び渡航することであったがGHQによる制約などにより叶わず、代わりに中国へ行くことを考えて中国語会話の授業を受けたが、クラスメートから中国の不穏な情勢を伝えられて断念した。1947年（昭和22年）に修士号を角田のもとで取得。
同年秋、ハーヴァード大学に転じ、海軍語学校時代の友人であったジョゼフ・レヴェンソンとともに学び、エドウィン・O・ライシャワーやウィリアム・フンの薫陶を受ける。
1948年（昭和23年）から5年間ケンブリッジ大学に学び、同時に講師を務める。同校ではバートランド・ラッセルに気に入られ、飲み友達として交際した。このころ、E・M・フォースターや自らが日本語との関わりを持つきっかけとなった源氏物語を英訳したウェイリーとも交際した。この間、1949年にコロンビア大学大学院東洋研究科博士課程を修了。
1953年（昭和28年）、エリザベス2世の戴冠式出席のための来英に際しケンブリッジを訪問した明仁皇太子（現・上皇）の案内役を務める。同年、フォード財団の研究奨学金を得て京都大学大学院に留学。京都市東山区今熊野の下宿「無賓主庵」にて知り合った永井道雄と生涯の友となり、永井の紹介で嶋中鵬二とも親友となった。
1955年（昭和30年）、留学を終えて帰国しコロンビア大学助教授。のち同教授を経て、1978年（昭和53年）ケンブリッジ大学文学博士号、1992年（平成4年）に同大学名誉教授となった（1987年（昭和62年）から1989年（平成元年）の2年間は国際日本文化研究センター教授も併任）。
1982年（昭和57年）から1992年（平成4年）まで朝日新聞社客員編集委員。1986年（昭和61年）にはコロンビア大学に自らの名を冠した「ドナルド・キーン日本文化センター」が設立された。1998年（平成10年）、早稲田大学より名誉文学博士号を授与される。1999年（平成11年）から「ドナルド・キーン財団」理事長。2006年（平成18年）11月1日、源氏物語千年紀の呼びかけ人となる。
2008年、外国人の学術研究者として史上初めての文化勲章受章。2014年（平成26年）に京都名誉観光大使。2017年（平成29年）から田原市博物館名誉館長。

### 東日本大震災と日本国籍取得

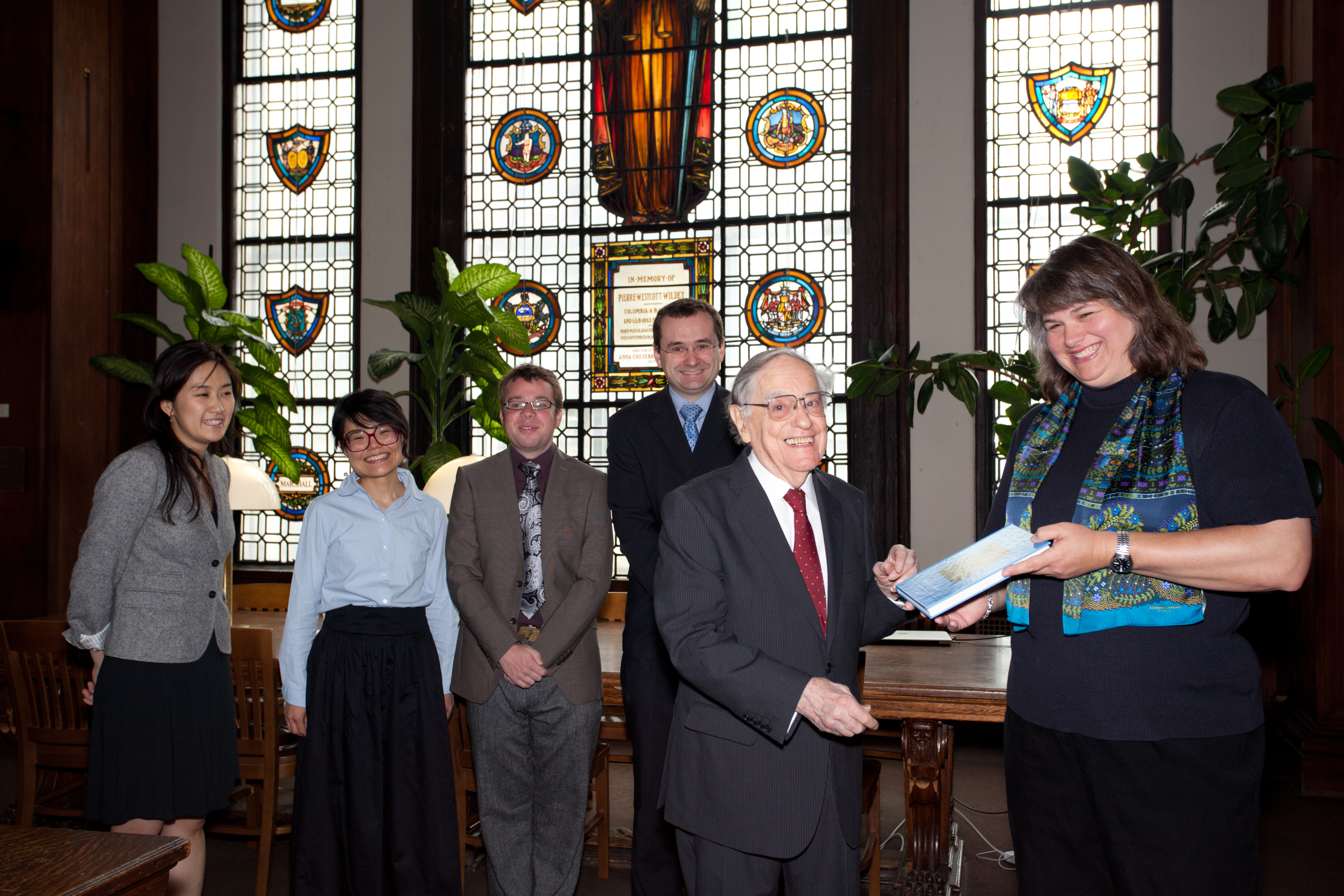
2011年4月15日、セント・ジョージズ教会にて

キーンは、ニューヨークと東京に半年ずつ交互に棲む生活を約35年間続けていたが、2011年（平成23年）3月11日の東日本大震災を契機に日本国籍を取得し日本に永住する意思を表明。同年9月1日に永住のため来日したキーンは、「不思議なことに、和歌や物語には古来、地震や津波がほとんど出てこない。自然の無慈悲を嘆いて廃墟のまま放っておかないで、何度でもそれまで以上のものを立て直してきた。それが日本人です」「美意識さえ心にあれば、形あるものをなくしても必ず再建できる」と日本に寄せる思いを語り、「地元の人々を少しでも勇気づけたい」と東北地方で講演活動を行った。2012年（平成24年）3月8日に帰化が認められ、正式に日本人となった。
2013年（平成25年）1月24日、北区立中央図書館1階に、キーンが寄贈した書籍や絵画を公開する「ドナルド・キーンコレクションコーナー」が開設した。
同年9月21日、菓子メーカー・ブルボンが、新潟県柏崎市にキーンの業績を紹介する記念館「ドナルド・キーン・センター柏崎」をオープンした。
2019年（平成31年）2月24日6時21分（JST）、心不全のため東京都の病院で死去。96歳没。日本をこよなく愛した文学者の死は、大きく報じられた。叙従三位。
2020年（令和2年）1月8日、養子のキーン誠己（#養子の項を参照。）は、ドナルド・キーンの命日2月24日を「黄犬（キーン）忌」と名付け、キーンを顕彰するイベントを毎年開くことになったと発表した。自宅近くの寺（無量寺 (東京都北区)）にある墓標にも幼少期に飼っていた愛犬の黄色いイラストともに「黄犬」の文字が刻まれている。

## 業績
「日本文学の伝道師」を自認し、主に英語圏への日本文化の紹介・解説者として大きな役割を果たした。日本ペンクラブの名誉会員であり、2012年11月26日の日本ペンクラブ創立記念懇談会では演説を行っている。
数多くの日本文学の翻訳を手掛け、「日本のシェークスピア」と称された。非常に多作であり、2021年9月現在、OCLC / WorldCatに登録があるだけでも関連書籍は801作品（出版物3,049冊）が確認される。幅広い知識に裏打ちされた、客観的な読解に定評がある。文科省公認の高等学校の英語科の教科書にも、その功績が記されている。
近松門左衛門・松尾芭蕉・太宰治・三島由紀夫など古典から現代文学まで研究対象の幅は広く、『百代の過客』などにみられるように紀行文や日記に関する研究分野を独自に開拓したことが特筆される。英語版の万葉集や19世紀日本文学、中国文学のアンソロジーの編纂にも関わった。明治天皇・正岡子規・石川啄木などの評伝にも取り組み、日本人の精神を浮き彫りにした。
1976年より、日本語版、英語版で『日本文学史』（近世、近代・現代、古代・中世の三部構成）の刊行がなされた。2011年から2018年にかけ『著作集』（新潮社、全15巻）が刊行された。
ノーベル財団が公開したノーベル文学賞の選考資料（1960年代）においては、エドワード・G・サイデンステッカーとともに日本人文学者の選考に当たって参考意見を求められていたことが明らかになっている。1963年に選考委員会から依頼を受けたキーンは、挙げられた候補者（川端康成・三島由紀夫・谷崎潤一郎・西脇順三郎）の中で、谷崎を受賞の最有力候補とし、川端については「谷崎ほどの存在感はないが、川端が受賞したとしても日本の一般市民は受け入れるだろう」と回答した。そして三島については、日本社会の年功序列にも配慮して、当時の日本文壇では一番抜きん出ているとしながらも「谷崎や川端が、もし三島に先を越されたら、日本の一般市民は奇妙に感じるだろう」とした。その後、谷崎は選考の途中で他界し、日本初のノーベル文学賞受賞者は川端となった。誠己によれば、キーンは川端と三島の自死にノーベル賞が関わっていたと考え、「三島さんは死ぬべきじゃなかった」と晩年まで悔やんでいたという。

## 人物

### 養子
浄瑠璃三味線の奏者である上原誠己を養子にしている。誠己のことは、文楽座での芸名「鶴澤浅造」にちなんで、「Asazo」と呼んでいた。

### 本名
日本国籍を取得した際、戸籍上の本名は片仮名表記の「キーン ドナルド」として登録した。また、日本国籍取得時の記者会見の席上、「人を笑わせる時に使います」と述べつつ、漢字で「鬼怒鳴門」と表記した名刺を披露した。

### 日本感
日本人の特徴として、以下の5点を挙げている。
- あいまい（余情）[注釈 27]
- はかなさへの共感[注釈 28]
- 礼儀正しい[注釈 29]
- 清潔
- よく働く

「私はだいたいにおいて日本は良い方に来たと思います」としながらも「自分たちの伝統に興味がないということは一つの弱点だと思います」としている。

### 趣味
クラシック音楽、特にオペラの熱心な愛好家であり、関連する著書にエッセイ集『音盤風刺花伝』『音楽の出会いとよろこび』（音楽之友社刊）がある。ただし、オペレッタは好まなかった。
伊勢神宮に対する崇敬が厚く、神宮式年遷宮の遷御に際して4度特別奉拝に立会っている 他、第62回式年遷宮に際して特別神領民としてお白石持神事にも参加している。
京都留学時代には、日本の文化をより理解するために茂山千之丞に師事して狂言を学び、1956年に喜多能楽堂で『千鳥』の太郎冠者を演じた。「碧い目の太郎冠者」と報じられ、キーンのこのような文化活動は日本の作家たちとのつながりを作るきっかけとなった。

### 生活
日本滞在中は、自宅がある東京都北区の「霜降銀座商店街」で買い出しを行い、地元の人々に親しまれていた。甘党でアイスクリームが好物であったが、和菓子は苦手であった。
親交のあった永井道雄、川端康成といった大学教授や文豪たちの影響もあり長野県軽井沢町に別荘を所有し、夏になると必ず滞在した。豪華な洋風建築ではなく、日本家屋風のシンプルな山小屋であった。

### 政治思想
平和主義者を自認し、アメリカの選挙ではいつも民主党に投票していて、2016年アメリカ合衆国大統領選挙でドナルド・トランプが大統領に選出されたときには立ち上がれないほどのショックを受けていた。2013年に書き送ったメールでは安倍晋三首相の靖国参拝に触れて、「以前、私は日本が左翼に乗っ取られるのではないかと心配していたが、今は右翼が乗っ取らないか心配だ」と述べている。

### 皇室について
- 日本の皇室制度については高く評価し[注釈 34]、特に自らも面識がある明仁天皇・美智子皇后（当時）について「私は、両陛下は天皇と皇后である前に、最高の夫婦だと思います。いろんなしぐさにお互いへの愛情を感じます」と述べている[106]。
- 大部の評伝『明治天皇』も書いているが、「明治天皇は乃木希典が嫌いだったと思う。乃木を学習院長に任命したが、これは名誉ある仕事なのか。乃木は教育者として強い信念があったわけでもない」と持論を述べ、キーンと交流があった司馬遼太郎らの「乃木愚将論」に同調している[107]。

## 交友関係

### 日本文壇
- 三島由紀夫
  - 1954年に知り合って以来[108]、親交を重ねた[注釈 35]。ドナルド・キーンの当て字「怒鳴門鬼韻」は文通時に三島が書いて送ったものである[111]。三島事件で三島が死亡したときには日本への渡航を調整し、自らの『仮名手本忠臣蔵』の翻訳本を祭壇に供えた。当初キーンは弔辞を読むことも引き受けたが、三島の右翼思想を擁護しているように捉えられるとの友人らの説得により葬式には出席せず、そのことを後に何度も悔やんだと著書で述べている[109]。2015年のインタビューで「（三島の）自死の理由は、いまもわかりません」と答えている[110]。キーンは誠己に対し、「天才はそんなにいるものではありません。僕の知っている天才はウェイリー先生と三島由紀夫さんだけです」と語っている[112]。
- 永井荷風
  - 初対面時、荷風の話し言葉があまりに美しかったため、彼のように話せたら「死んでもいい」と思った。彼の『すみだ川』を英訳し、それを読んだ荷風から褒められた[113][114]。
- 安部公房
  - 文学者の中でキーンと一番親しい友人であった[115]。
- 大江健三郎
  - 中央公論が主催した講演旅行が縁で知り合い、キーンが大江の著書の翻訳を取り計らったことなどで親交を深め、大江が仲を取り持ったことで[注釈 36]安部公房とキーンは終生の親友になることができた。しかし、大江はその後キーンを避けるようになった。1994年にキーンが井上靖文化賞を受賞したときには大江が急遽授賞式に駆けつけて祝辞を述べるなど、時折好意を見せることもあったが、結局最後まで関係が修復されることはなく、キーンにもその原因がなんであったのか不明だった模様である[115][116]。
- 他に谷崎潤一郎[14][117]・川端康成[注釈 37][14][118]・大岡昇平[14]・有吉佐和子[14]・吉田健一[117]・石川淳[117]・篠田一士[117]・司馬遼太郎[注釈 38]・瀬戸内寂聴[120]など。指揮者の小澤征爾とも交流があった[82]。

### 日本国外
- アイヴァン・モリス
  - コロンビア大学での同僚。キーンが英訳した三島の『班女』の初演では吉雄の役を演じた[121]。
- バートン・ワトソン
  - 京都留学時代の留学生仲間[46]。
- フォービアン・バワーズ[122]

## 受賞・栄典

### 受賞歴
- 1962年 第10回菊池寛賞
- 1969年 国際出版文化賞
- 1983年
  - 第1回山片蟠桃賞
  - 国際交流基金賞
- 1985年
  - 第36回読売文学賞
  - 第17回日本文学大賞
- 1987年 第3回東京都文化賞
- 1990年 全米文芸評論家賞
- 1991年 第2回福岡アジア文化賞 芸術・文化賞[83]
- 1993年 第44回NHK放送文化賞
- 1994年 第2回井上靖文化賞
- 1997年 朝日賞[123]
- 2002年 第56回毎日出版文化賞
- 2010年 第5回安吾賞
- 2012年
  - 第1回コミュニケーション・リーダーシップ賞[注釈 39]
  - 日本PR大賞パーソン・オブ・ザ・イヤー
- 2013年 第13回現代俳句大賞

他多数

### 栄典
- 1975年 勲三等旭日中綬章
- 1993年 勲二等旭日重光章
- 2002年 文化功労者[125]
- 2006年 東京都北区名誉区民[126]
- 2008年 文化勲章（外国出身の学術研究家としては初の受章）[127]
- 2014年 新潟県柏崎市名誉市民[128]
- 2019年 従三位

### 名誉博士
- 1978年 ケンブリッジ大学
- 1990年 セント・アンドルーズ大学, ノースカロライナ州
- 1995年 ミドルベリー大学
- 1997年 東北大学
- 1998年 早稲田大学（名誉文学博士）
- 1999年 東京外国語大学
- 2000年 敬和学園大学（名誉文化博士）
- 2007年 杏林大学
- 2011年 東洋大学
- 2012年
  - 日本女子大学[129]
  - 二松學舍大学
- 2013年 同志社大学[130]

### 顕彰碑
2022年（令和4年）7月、埼玉県の草加市文化会館内の「漸草庵 百代の過客」庭園内に顕彰碑が建立された。

## 著作

### 日本語の著作

#### 単著
- 吉田健一 訳『日本の文学』中公文庫、改版2020。ISBN 978-4-12-206845-2。OCLC 1144517195。[注釈 40]
- 芳賀徹 訳『日本人の西洋発見』中央公論社〈中公叢書〉、新版1976。ISBN 978-4-12-000262-5。のち中公文庫
- 『日本の作家』中央公論社、東京、1977年。ISBN 4-12-000137-7。OCLC 748857081。のち中公文庫
- 篠田一士 訳『日本文学散歩』朝日新聞社出版局、東京〈朝日選書〉、1975年1月。ISBN 4-02-259151-X。OCLC 22816196。
- 中矢一義 訳『ドナルド・キーンの音盤風刺花伝』音楽之友社、1977年5月。ISBN 978-4276203808。
  - 『わたしの好きなレコード』中公文庫、1987年。ISBN 4-12-201477-8。OCLC 673083589。
- 『日本文学を読む』新潮社、東京〈新潮選書〉、1977年11月。ISBN 4-10-600195-0。OCLC 16987347。
  - 『日本文学を読む・日本の面影』新潮社、東京〈新潮選書〉、2020年。ISBN 978-4-10-603851-8。OCLC 1141758145。（増補版）
- 『日本を理解するまで』新潮社、1979年5月。
- 『日本文学のなかへ』文藝春秋、1979年。文春学藝ライブラリー 2022年
- 中矢一義 訳『日本細見』中央公論社、1980年。のち中公文庫
- 中矢一義 訳『音楽の出会いとよろこび―続 音盤風刺花伝』音楽之友社、1980年6月。ISBN 9784276203815。OCLC 1021026864。
  - 『音楽の出会いとよろこび』中公文庫、東京、1992年5月。ISBN 4-12-201903-6。OCLC 31267173。
- 中矢一義 訳『ついさきの歌声は』中央公論社、1981年9月。ISBN 978-4120010460。
- 『私の日本文学逍遥』新潮社、1981年5月。ISBN 978-4103317029。
- 『日本人の質問』朝日新聞社、東京〈朝日選書〉、1983年6月。ISBN 4-02-259332-6。OCLC 14969131。のち朝日文庫
- 『百代の過客―日記にみる日本人 (上)』朝日新聞社、東京〈朝日選書〉、1985年7月。ISBN 4-02-259359-8。OCLC 21300835。
- 金関寿夫 訳『百代の過客―日記にみる日本人 (下)』朝日新聞社、東京〈朝日選書〉、1985年8月。ISBN 4-02-259359-8。OCLC 21300835。のち講談社学術文庫
- 塩谷紘 訳『少し耳の痛くなる話』新潮社、東京、1986年6月。ISBN 4-10-331703-5。OCLC 20124736。
- 『二つの母国に生きて』朝日新聞社、東京〈朝日選書〉、1987年1月。ISBN 4-02-259421-7。OCLC 17327253。
- 金関寿夫 訳『続 百代の過客―日記にみる日本人（上下）』朝日新聞社、東京〈朝日選書〉、1988年1月。ISBN 4-02-255930-6。OCLC 22816040。のち講談社学術文庫
- 『古典を楽しむ―私の日本文学』朝日新聞社、東京〈朝日選書〉、1990年1月。ISBN 4-02-259493-4。OCLC 22822452。
- 金関寿夫 訳『日本人の美意識』中央公論社、東京、1990年4月。ISBN 4-12-001903-9。OCLC 22223012。のち中公文庫
- 金関寿夫 訳『声の残り―私の文壇交遊録』朝日新聞社、1997年7月。OCLC 674634928。のち朝日文庫
- 金関寿夫 訳『このひとすじにつながりて』朝日新聞社〈朝日選書〉、1993年11月。ISBN 4-02-259587-6。OCLC 674724172。のち朝日文庫
- 『日本語の美』中公文庫、東京、2000年1月。ISBN 4-12-203572-4。OCLC 44597069。
- 『明治天皇を語る』新潮社、東京〈新潮新書〉、2003年4月。ISBN 4-10-610001-0。OCLC 52581396。
- 『日本文学は世界のかけ橋』たちばな出版、東京、2003年10月。ISBN 4-8133-1694-8。OCLC 54766378。
- 『私の大事な場所』中央公論新社、2005年2月。ISBN 978-4120036156。のち中公文庫
- 『私が日本人になった理由 日本語に魅せられて』PHP研究所、東京、2013年4月。ISBN 978-4-569-78317-8。OCLC 840388453。
- 角地幸男 訳『石川啄木』新潮社、2016年2月。ISBN 978-4-10-331709-8。のち新潮文庫
- 中矢一義 訳『ドナルド・キーンのオペラへようこそ！　われらが人生の歓び』文藝春秋、2019年。ISBN 978-416-391007-9。
- 『ドナルド・キーンの東京下町日記』東京新聞出版局、2019年9月。ISBN 978-4-8083-1035-6。OCLC 1125986311。
- 『黄犬交遊抄』岩波書店、東京、2020年2月。ISBN 978-4-00-061388-0。OCLC 1141762569。
- 『日本を寿ぐ 九つの講演』新潮社〈新潮選書〉、2021年5月。ISBN 978-4-10-603865-5。OCLC 1255539940。
- 『『ニューヨーク・タイムズ』のドナルド・キーン』角地幸男訳、中央公論新社、2022年2月。ISBN 978-4-12-005498-3。

著作集成
- 『日本文学史』中央公論社（全10巻）, 1976 - 1992。
  - 新版（各・全18巻）[注釈 41]「日本文学の歴史」1994-97、「日本文学史」中公文庫, 2011-13
- ドナルド・キーン著作集（全15巻・別巻1）（新潮社, 2011‐2020）[注釈 42]

#### 共著
- 司馬遼太郎との対談 『日本人と日本文化』中公新書、1972年5月。ISBN 4-12-100285-7。OCLC 14946039。
  - 中公文庫、1984年（改版1996年8月）。ISBN 978-4122011116。OCLC 22358914。
- 安部公房との対談 『反劇的人間』中公新書、1973年。ISBN 978-4-12-100323-3。OCLC 23322132。中公文庫、1979年
- 大岡昇平との対談『東と西のはざまで』 朝日出版社、1973年
- 共著者 徳岡孝夫『悼友紀行―三島由紀夫の作品風土』中央公論社、東京、1973年。ISBN 4-12-200876-X。OCLC 19475548。
  - 中公文庫、1981年。徳岡孝夫と「三島由紀夫を巡る旅　悼友紀行」新潮文庫、2020年3月
- 『日本の魅力―対談集』中央公論社、東京、1979年。ISBN 4-12-000857-6。OCLC 122780174。
- 司馬遼太郎『対談 世界のなかの日本―十六世紀まで遡って見る』中央公論社、東京、1992年1月。ISBN 4-12-002108-4。OCLC 27655046。中公文庫、1996年1月
- 共著者 瀬戶內寂聴; 鶴見俊輔『同時代を生きて 忘れえぬ人びと』岩波書店、東京、2004年2月。ISBN 4-00-024126-5。OCLC 54926362。
- 共著者 小池政行『戦場のエロイカ・シンフォニー-私が体験した日米戦』藤原書店、東京、2011年8月。ISBN 978-4-89434-815-8。OCLC 748349505。
- 共著者 瀬戶内寂聴『日本を、信じる』中央公論新社、東京、2012年3月。ISBN 978-4-12-004344-4。OCLC 780474654。中公文庫、2015年2月
- 共著者 河路由佳『ドナルド・キーン わたしの日本語修行』白水社、2014年。ISBN 978-4-560-08677-3。OCLC 891024087。
  - 新装版2020年2月。ISBN 978-4-560-09761-8。OCLC 1140941630。
- 堤清二と対談『うるわしき戦後日本』、PHP新書、2014年11月。ISBN 978-4-569-82331-7
- キーン・誠己と『黄犬（キーン）ダイアリー』、平凡社、2016年10月。ISBN 978-4-582-83741-4
- 瀬戸内寂聴と対談『日本の美徳』、中公新書ラクレ、2018年7月。ISBN 978-4-12-150624-5

### 英語の著作
| 原作 | 翻訳 |
| --- | --- |
| The Battles of Coxinga: Chikamatsu's Puppet Play, Its Background and Importance (Taylor's Foreign Pr, 1951) | |
| The Japanese Discovery of Europe: Honda Toshiaki and other discoverers 1720-1952 (Routledge and K. Paul, 1952) | 日本人の西洋発見 (錦正社, 1957). 和訳者 藤田豊 & 大沼雅彦 日本人の西洋発見 (中公叢書, 1968). 和訳者 芳賀徹 [2nd ed] |
| Japanese Literature an Introduction for Western Readers (Grove Pr, June 1, 1955) | |
| Modern Japanese Literature: An Anthology (Grove Pr, June 1, 1956) | |
| Living Japan (Doubleday, 1959) | 生きている日本 (朝日出版社, 1973). 和訳者 江藤淳 & 足立康 |
| Major Plays of Chikamatsu (Columbia Univ Pr, January 1, 1961) | |
| Four Major Plays of Chikamatsu (Columbia Univ Pr, June 1, 1961) | |
| Donald Keene, Kaneko Hiroshi (photography) & Jun'ichirō Tanizaki (introduction), Bunraku: The Art of the Japanese Puppet Theatre (kodansha International, 1965)                                                             | 文楽 (講談社, 1966). 和訳者 吉田健一 |
| Japanese Discovery of Europe, 1720-1830. Revised/2nd ed. (Stanford Univ Pr, June 1, 1969) | |
| The Manyoushu (Columbia Univ Press, 1969) | |
| Twenty Plays of the Noh Theatre (Columbia Univ Pr, June 1, 1970) | |
| War-Wasted Asia: letters, 1945-46 (Kodansha International, 1975) | 昨日の戦地から (中央公論新社, 2006). 和訳者 松宮史朗. |
| World Within Walls: Japanese Literature of the Pre-Modern Era, 1600-1867 (Henry Holt & Co, October 1, 1976) Second book in the "A History of Japanese Literature" series                                                    | 日本文学史 近世篇, 2 vols. (中央公論社, 1976–77). 和訳者 徳岡孝夫 |
| Landscapes and Portraits: Appreciations of Japanese culture (Kodansha International, 1978) | |
| Meeting with Japan (学生社, 1979) | 日本との出会い (中央公論社, 1972). 和訳者 篠田一士 |
| Some Japanese Portraits (Kodansha Amer Inc, March 1, 1978/9) | 日本文学散歩 (朝日選書, 1975). 和訳者 篠田一士 |
| Travels in Japan (Gakuseisha, 1981) | 日本細見 (中央公論社, 1980). 和訳者 中矢一義 |
| Dawn to the West: Japanese Literature of the Modern Era; Fiction (Holt Rinehart & Winston, April 1, 1984) Third book in the "A History of Japanese Literature" series                                                       | |
| Dawn to the West: Japanese Literature in the Modern Era; Poetry, Drama, Criticism (Holt Rinehart & Winston, April 1, 1984) Fourth book in the "A History of Japanese Literature" series                                     | |
| Dawn to the West: Japanese Literature in the Modern Era (Henry Holt & Co, September 1, 1987) | |
| The Pleasures of Japanese Literature (Columbia Univ Pr, October 1, 1988) | 古典の愉しみ (宝島社, 1992、宝島社文庫, 2000). 和訳者 大庭みな子. |
| Donald Keene with Herbert E. Plutschow, Introducing Kyoto (Kodansha Amer Inc, April 1, 1989) | |
| Travelers of a Hundred Ages: The Japanese As Revealed Through 1,000 Years of Diaries (Diane Pub Co, June 1, 1989) | 百代の過客 日記にみる日本人 (朝日選書（正・続）, 1984 and 1988). 和訳者 金関寿夫。講談社学術文庫, 2011 and 2012. [trans of revised edition] |
| Modern Japanese Novels and the West (Umi Research Pr, July 1, 1989) | |
| No and Bunraku: Two Forms of Japanese Theatre (Columbia Univ Pr, December 1, 1990) | 能・文楽・歌舞伎 (講談社, 2001). 和訳者 吉田健一 & 松宮史朗 |
| Appreciations of Japanese Culture (Kodansha Amer Inc, April 1, 1991) | |
| Donald Keene with Ooka Makoto, The Colors of Poetry: Essays in Classic Japanese Verse (Katydid Books, May 1, 1991) | |
| Travelers of a Hundred Ages (Henry Holt & Co, August 1, 1992) | |
| Seeds in the Heart: Japanese Literature from Earliest Times to the Late Sixteenth Century (Henry Holt & Co, June 1, 1993) First book in the "A History of Japanese Literature" series                                       | |
| On Familiar Terms: A Journey Across Cultures (Kodansha Amer Inc, January 1, 1994) Reworking of the 1990-1992 Japanese newspaper column.                                                                                     | このひとすじにつながりて (朝日選書, 1993). 和訳者 金関寿夫 |
| Modern Japanese Diaries: The Japanese at Home and Abroad As Revealed Through Their Diaries (Henry Holt & Co, March 1, 1995) 後で Columbia Univ Press二出版された, 1999 [?revised edition] Japanese edition published first. | |
| The Blue-Eyed Tarokaja: A Donald Keene Anthology (Columbia Univ Pr, June 1, 1996). Editor. J. Thomas Rimer | 碧い眼の太郎冠者（中央公論社, 1973） |
| On Familiar Terms: To Japan and Back, a Lifetime Across Cultures (Kodansha Amer Inc, April 1, 1996) | |
| もう一つの母国、日本へ - Living in Two Countries (Kodansha International, 1999). 和訳者 塩谷紘 English and Japanese bilingual text                                                                                          | |
| Donald Keene with Anne Nishimura & Frederic A. Sharf, Japan at the Dawn of the Modern Age: Woodblock Prints from the Meija Era, 1868-1912 (Museum of Fine Arts Boston, May 1, 2001)                                         | |
| Sources of Japanese Tradition: From Earliest Times to 1600 compiled by Donalde Keen, Wm. Theodore De Bary, George Tanabe and Paul Varley (Columbia Univ Pr, May 1, 2001)                                                    | |
| Emperor of Japan: Meiji and His World, 1852-1912 (Columbia Univ Pr, April 1, 2002) | 明治天皇 (新潮社（上下）, 2001). 和訳者 角地幸男、のち新潮文庫（全4巻） Also published in 4 volumes, 2007. |
| Donald Keene with Lee Bruschke-Johnson & Ann Yonemura, Masterful Illusions: Japanese Prints from the Anne Van Biema Collection (Univ of Washington Pr, September 1, 2002)                                                   | |
| Five Modern Japanese Novelists (Columbia Univ Pr, December 1, 2002) | 思い出の作家たち―谷崎・川端・三島・安部・司馬 (新潮社, 2005). 和訳者 松宮史朗 |
| Yoshimasa and the Silver Pavilion: The Creation of the Soul of Japan (Columbia Univ Pr, November 1, 2003) | 足利義政と銀閣寺 (中央公論新社, 2008). 和訳者 角地幸男 |
| Frog In The Well: Portraits of Japan by Watanabe Kazan 1793-1841 (Asia Perspectives),(Columbia Univ. Press, 2006) | 渡辺崋山 (新潮社, 2007). 和訳者 角地幸男 |
| Chronicles of My Life: An American in the Heart of Japan. (Columbia Univ. Press, 2008) | 私と20世紀のクロニクル (中央公論新社, 2007）和訳者 角地幸男 Un Occidental En Japon (Nocturna Ediciones, 2011). スペイン語・訳者 José Pazó Espinosa |
| So Lovely A Country Will Never Perish: Wartime Diaries of Japanese Writers (Columbia Univ. Press, 2010) | 日本人の戦争 作家の日記を読む (文藝春秋, 2009). 和訳者 角地幸男 |
| The Winter Sun Shines In: A Life of Masaoka Shiki (Columbia Univ. Press, 2013) | 正岡子規 (新潮社, 2012). 和訳者 角地幸男 |
| History of Japanese literature 叢書の翻訳出版 | 日本文学史 - History of Japanese literature: Modern era, published in 8 volumes, (中央公論社, 1984-1992). 和訳者 角地幸男・徳岡孝夫・新井潤美 - History of Japanese literature, including modern era and pre-modern era, published in 18 volumes (「日本文学の歴史」中央公論社, 1994-1997). Jp trans for Pre-modern: 土屋政雄 - History of Japanese literature: Modern era, published in 9 volumes, 2011-2012 「日本文学史」中公文庫 全18巻（上記の新版, 2011-2012). Editor. |

### 翻訳の著作
- 近松門左衛門, The Battles of Coxinga: Chikamatsu's Puppet Play, Its Background and Importance (Taylor's Foreign Pr, 1951)
- 太宰治, Villon's wife (New Directions, 1955)
- 太宰治, The Setting Sun (New Directions, 1956)
- 太宰治, No Longer Human (New Directions, 1958)
- 近松門左衛門, The Major Plays of Chikamatsu (Columbia Univ Pr, June 1, 1961)

批判的な論評も含まれる。
- 吉田兼好, Essays in Idleness: The Tsurezuregusa of Kenko (Columbia Univ Pr, June 1, 1967)
- 三島由紀夫, Five Modern Noh Plays - Including: Madame de Sade (Tuttle, 1967)
- Chushingura（忠臣蔵）： The Treasury of Loyal Retainers, a Puppet Play (Columbia Univ Pr, April 1, 1971)
- 三島由紀夫, After the Banquet (Random House Inc, January 1, 1973)
- 安部公房 The man who turned into a stick: three related plays (Columbia Univ Press, 1975). Original text published by Tokyo University Press.
- 源氏物語絵巻 ：The tale of the shining Princess (Metropolitan Museum of Art and Viking Press, 1981)
- 安部公房, Friends: a play (Tuttle, 1986)
- 安部公房, Three Plays (Columbia Univ Pr, February 1, 1997)
- 松尾芭蕉, The Narrow Road to Oku (Kodansha Amer Inc, April 1, 1997)
- 川端康成, The Tale of the Bamboo Cutter (Kodansha Amer Inc, September 1, 1998)
- 山本有三, One Hundred Sacks of Rice: A Stage Play (Nagaoka City Kome Hyappyo Foundation, 1998)
- Miyata Masayuki (illustrations), Donald Keene (essay), H. Mack Horton [En trans], 源氏物語 - The tale of Genji (Kodansha International, 2001). Bilingual illustrated text with essay.
- Donald Keene & 小田実, The Breaking Jewel, Keene, Donald (trans) (Columbia Univ Pr, March 1, 2003)

### 編著
- Anthology of Japanese literature : from the earliest era to the mid-nineteenth century, New York, (1955), ISBN 0-8021-5058-6, OCLC 326737
- The Old Woman, The Wife, and The Archer, Viking, (1961)
- Birch, Cyril (1987), Anthology of Chinese literature (1st Evergreen ed ed.), New York: Grove Press, ISBN 0-394-17766-5, OCLC 331103
- Ōoka, Makoto、Miyata, Masayuki 著、Ian Hideo Levy 訳『Man'yō koiuta』（1st ed）Kodansha International、Tokyo、2000年。ISBN 4-7700-2642-0。OCLC 45596055。

## 評伝
- 『ドナルド・キーン　世界に誇る日本文学者の軌跡』河出書房新社〈道の手帖〉、2014年2月
- 『ドナルド・キーン　知の巨人、日本美を語る！』小学館〈和樂ムック〉、2017年6月
- 『ドナルド・キーン　日本の伝統文化を思う』平凡社〈別冊太陽 日本のこころ〉、2017年8月
- 『角地幸男『私説 ドナルド・キーン』文藝春秋、2023年6月

## ドナルド・キーンを演じた人物
- 川平慈英（NHKスペシャル「私が愛する日本人へ〜ドナルド・キーン 文豪との70年〜」（2015年10月10日、NHK総合） - ドキュメンタリードラマ
  - ETV特集「戦後70年企画 ドナルド・キーンの日本 前後編」（2015年11月14日・21日、NHK Eテレ） - 上記拡大版